# Liste der Biografien/Coru
Liste der Biografien |
Portal Biografien |
Personensuche
# |
A |
B |
C |
D |
E |
F |
G |
H |
I |
J |
K |
L |
M |
N |
O |
P |
Q |
R |
S |
T |
U |
V |
W |
X |
Y |
Z |
?
 
Ca |
Cb |
Cc |
Ce |
Ch |
Ci |
Cj |
Ck |
Cl |
Cm |
Cn |
Co |
Cr |
Cs |
Ct |
Cu |
Cv |
Cw |
Cy |
Cz
 
Coa–Cod |
Coe–Cok |
Col |
Com |
Con |
Coo–Coq |
Cor |
Cos |
Cot |
Cou |
Cov |
Cow |
Cox |
Coy |
Coz
 
Cora |
Corb |
Corc |
Cord |
Core |
Corf |
Corg |
Cori |
Cork |
Corl |
Corm |
Corn |
Coro |
Corp |
Corr |
Cors |
Cort |
Coru |
Corv |
Corw |
Cory |
Corz
Die Liste der Biografien führt alle Personen auf, die in der deutschsprachigen Wikipedia einen Artikel haben. Dieses ist eine Teilliste mit 10 Einträgen von Personen, deren Namen mit den Buchstaben „Coru“ beginnt.

## Coru

### Coruc
- Corucle, Micky (* 1962), rumänisch-deutscher Leichtathletiktrainer

### Corug
- Corugedo, Dino (* 1991), kubanischer Fußballspieler

### Coruh
- Coruh, Arzu (* 1988), deutsche Schauspielerin und Synchronsprecherin
- Çoruh, Necdet (1934–2012), türkischer Fußballspieler und -trainer

### Coruj
- Corujo, Lana (* 1995), spanische Schriftstellerin und Illustratorin
- Corujo, Mathías (* 1986), uruguayischer Fußballspieler

### Corum
- Corum, James S. (* 1947), US-amerikanischer Militärhistoriker

### Corun
- Coruncanius, Tiberius († 243 v. Chr.), römischer Pontifex Maximus, Konsul und Jurist

### Corus
- Corus 86, Graffiti-Künstler und Untergrund-Rapper

### Coruz
- Çörüz, Coşkun (* 1963), niederländischer Politiker türkischer Herkunft